# Кемалие
Кемалие (на турски: Kemaliye, старо име Eğin, Егин, произношение на турски Еин, на арменски: Ակն, Акн) е малък град в Република Турция, Вилает Ерзинджан. Населението на града е около 10 000 жители (2000).

## История
При избухването на Балканската война в 1912 година трима души от Егин са доброволци в Македоно-одринското опълчение.

## Личности
Родени в Кемалие
- Али Джошкун (р.1939), турски политик
- Арам Ханджиян (1886 – ?), македоно-одрински опълченец, 2 рота на 12 лозенградска дружина[2]
- Ахмед Кутси Теджер (1901 – 1967), турски поет
- Киркор Адурян, 24-годишен, македоно-одрински опълченец, I клас, 12 лозенградска дружина[3]
- Леон Денелян (1889 – ?), македоно-одрински опълченец, 2 рота на 12 лозенградска дружина[4]
- Мушег Ишхан (1913 – 1990), арменски поет
- Папкен Сиуни (1873 – 1896), арменски революционер
- Сиаманто (1878 – 1915), виден арменски поет